# Satteins
Satteins là một thị trấn thuộc bang Vorarlberg, Áo. Đô thị Satteins có diện tích 12,71 km², dân số thời điểm năm 2006 là 2518người.